# Kraljevina Sicilija
Kraljevina Sicilija (lat. Regnum Siciliae or Sicilie;, tal. Regno di Sicilia) je kraljevina koju su 1130. godine osnovali Normani. U početku nije obuhvaćala samo otok Siciliju već i jug Italije.
Poslije pobune na Siciliji 1282. godine protiv Anžuvinaca, Sicilija je postala nezavisna i nastala su dva kraljevstva Sicilije. Jedno kraljevstvo nazivalo se Napuljsko, a obuhvaćalo je jug Italije, a drugo se nazivalo kraljevstvo Sicilije. Tek su se 1816. godine ta dva kraljevstva ujedinaila u Kraljevstvo dviju Sicilija.

## Normansko kraljevstvo
U južnu Italiju Normani su došli u 11. stoljeću. Tada je to područje uglavnom pripadalo Bizantu. Postojali su i autonomni lombardski gradovi države u Kampaniji. Normani su pod vodstvom Roberta Guiscarda i njegova brata Rogera I. kontrolirali veći dio Apulije i Kalabrije do 1059. godine, a dvije godine poslije započinju invaziju Sicilije i tridesetogodišnju borbu sa Saracenima za Siciliju. 1072. godine su zauzeli Palermo i većinu Sicilije, a zadnje uporište osvojeno je 1091. godine.
Za vrijeme vladavine Rogera II. (1130.) Sicilija postaje kraljevina. Obuhvaćala je Siciliju i jug Italije. Za njegova vladanja Sicilija je postala jedna od najbogatijih europskih država. Normanski kraljevi su se oslanjali na lokalno saracensko i grčko stanovništvo pri administraciji i vladanju kraljevinom. Službeni administrativni jezici bili su arapski i grčki jezik, dok se na dvoru govorilo francuskim jezikom. 
Vilim II. Dobri vladao je od 1166. do 1189. godine. Bio je muž Ivane Engleske, kćeri Henrika II. i sestre Rikarda Lavljeg srca. Njegova smrt 1189. značila je i kraj njegove dinastije. Nasljednica je trebala biti Konstanca Sicilska koja se udala za Henrika VI., Cara Svetoga Rimskoga Carstva iz dinastije Hohenstauffen, što bi značilo da kruna zapravo pripada njemu. S tim se nije složilo lokalno plemstvo pa su izabrali nezakonitog sina Rogera II., Tankred iz Leccea.

## Vlast Hohenstauffovaca
Henrik VI. nije uspio osvojiti Kraljevinu Siciliju. 1191. godine opsjedao je Napulj, ali se morao povući nakon što je njegovu vojsku pogodila epidemija. Tri godine poslije je novcem od otkupa Rikarda Lavljeg Srca stvorio jaku vojsku koja je okupirala Siciliju 1195. godine. On je umro dvije godine poslije.
Njegova žena Kostanca bila je regent Sicilije, dok je Fridrik II. bio maloljetan. On je bio kralj Sicilije od 1198. do 1250. godine, a za njegove vlasti je Sicilija postala apsolutna monarhija. On je pokazao veliko zanimanje za znanost, književnost i obrazovanje. 1224. godine osnovao je jedno od prvih sveučilišta u Europi, ono Napuljsko. Naslijedio ga je sin Konrad IV., a nakon njega krunu uzurpira Fridrikov nezakoniti sin Manfred Sicilijanski namjesto maloljetnog sina Konradina. Hohenstauffovci su imali normansku krv preko Kostance Sicilijanske. Oni su uvijek držali saracenske vojnike kao najodaniji dio garde. Tijekom njihova vladanja odvijao se neprekidan sukob s papama.

## Pobuna protiv Anžuvinaca i razdoblje Aragonaca
Uz pomoć pape, Karlo I. Anžuvinski 1266. ubija Manfreda Sicilijanskog i papa ga kruni za kralja Sicilije. Stanovništvo je bilo nezadovoljno vladavinom Francuza, pa je izbila pobuna 1282. godine, nazvana Sicilijanska večernja. Uspješnom pobunom na vlast dolazi Petar III. Aragonski. No, kraljevstvo je podijeljeno na dva dijela: južni dio Italije ostaje u rukama Anžuvinaca i od tada se naziva Napuljsko Kraljevstvo, a otok Sicilija ostaje Kraljevina Sicilija. Nakon toga uslijedio je Rat sicilijanske večernje koji je okončan 1302. godine.
Sicilija postaje nezavisno kraljevstvo kojim vladaju rođaci kraljeva Aragonije, a od 1409. kraljevina dolazi pod Krunu Aragonije. Tek 1816. godine od Kraljevstva Sicilije i Napuljskog kraljevstva nastaje Kraljevstvo dviju Sicilija.